# Belvís (Ciudad Real)
Belvís es una localidad española, anejo del municipio ciudadrealeño de  Villanueva de San Carlos, en la comunidad autónoma de Castilla-La Mancha. Tiene una población estimada, en 2020, de 54 habitantes.

## Geografía
Está situado a una altitud de 618 m sobre el nivel del mar. Pertenece a la comarca del Campo de Calatrava, en el sur de la provincia. Se encuentra a 12 km de Calzada de Calatrava, a 24 km de Puertollano y a 50 km de Ciudad Real. Se encuentra rodeado de bosque mediterráneo, compuesto por encinar, lentisco, cornicabra, enebro y otros arbustos, así como eriales para pastos.

## Historia
Hacia mediados del siglo XIX, la localidad, por entonces con ayuntamiento propio, contaba con una población de 130 habitantes. Aparece descrita en el cuarto volumen del Diccionario geográfico-estadístico-histórico de España y sus posesiones de Ultramar de Pascual Madoz de la siguiente manera:

BELVIS: v. con ayunt. en la prov. de Ciudad-Real (7 leg.) part. jud. de Almodóvar del Campo (4), aud. terr. de Albacete (32), dióc. de Toledo (24), c. g. de Castilla la Nueva (Madrid 33): sit. en un llano, al pié de los montes de la encomienda de Calatrava, se halla resguardada del viento E. por las mismas alturas, y se padecen tercianas en los veranos. Tiene 24 casas de un solo cuerpo y distribucion regular, que forman una calle; igl. parr. bajo la advocación de Ntra. Sra. del Triunfo, aneja á la de Villanueva de San Cárlos, que á su vez depende también de la parr. de la Calzada de Calatrava; en esta hay un teniente destinado para el servicio de la expresada de Villanueva (donde reside) y esta de Belvis, cuyo nombramineto hacia el sacro conv. de Calalrava, como perteneciente al terr. de la Orden; hoy le nombra el vicario de Ciudad-Real: junto á ella está el cementerio que en nada perjudica la salud, y al E. de la v. una fuente de buen agua para el surtido del vecindario. Contina el térm. por N., O. y S. con el de Villanueva de San Carlos; E. con el de la Calzada de Calatrava, á dist. de medio cuarto á 1/2 leg. y comprende varias deh. de pasto y 1,350 fan. de labor, de las cuales son 150 de primera calidad, 400 de segunda y el resto de tercera: á 1/4 leg. al S. corre el r. llamado de Guadaperosa ó Puerto Llano, en dirección de O. á E.; el terreno es de llano y monte, los caminos son veredas para su comunicacion con los inmediatos: el correo se recibe por baligero en la Calzada, los domingos, miércoles y viernes. prod. trigo, cebada, centeno, se mantienen 3 pares de mulas de labor, 14 de bueyes y abunda la caza y animales dañinos. pobl. 26 vec. 130 alm. cap. imp. 33,800 rs., contr. 8,705 30 presupuesto municipal 1,980 y se cubre con derrama vecinal. En estos cómputos está incluido el cas. de la Alameda, que forma un mismo pueblo con esta v. y que ambos pertenecen á la encomienda mayor de Calatrava. (V.)
(Madoz, 1846, pp. 148-149)

En el censo de 1857 el municipio de Belvís desapareció, al ser absorbido por Villanueva de San Carlos.

## Economía
Predomina la actividad agrícola y ganadera. Habitan en la zona animales de explotaciones ganaderas, así como especies salvajes como el jabalí, el ciervo, el muflón, el conejo, la liebre, la tórtola y la perdiz roja.